# Football Club Young Santarcangelo
El Football Club Young Santarcangelo es un club de fútbol de Italia, con sede en Santarcangelo di Romagna, en Emilia-Romaña. Fue fundado en 1926 y refundado en 2020. Compite en la Promozione Emilia-Romagna, sexta categoría del fútbol italiano.

## Historia
Fue fundado en el año 1926 en la localidad de Santarcangelo di Romagna, en la región de Emilia-Romaña, siendo el equipo de fútbol con más seguidores en el área, ya que tiene altos niveles de seguimiento y asistencia a sus partidos por los pobladores de la ciudad, aunque fue hasta la temporada 2010/11 que lograron ascender por primera vez a la Lega Pro Seconda Divisione.

## Colores y símbolos
Los colores del club eran el amarillo y el azul, los cuales aparecían en el escudo, y su símbolo era el gallo de Romaña.

## Estadio

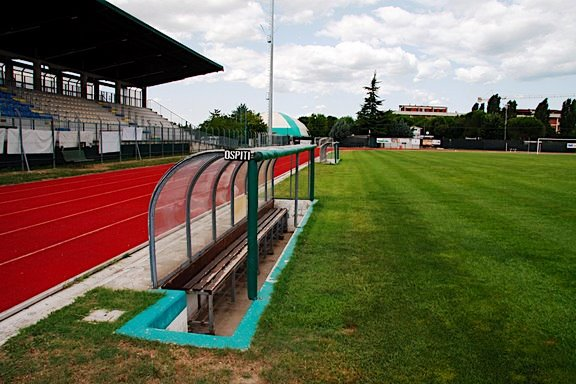
Gramilla del Estadio Valentino Mazzola.

El club juega sus partidos de local en el Estadio Valentino Mazzola, el cual cuenta con capacidad para 2.610 espectadores y sus medidas son 105 metors de largo por 65 de ancho.

## Jugadores

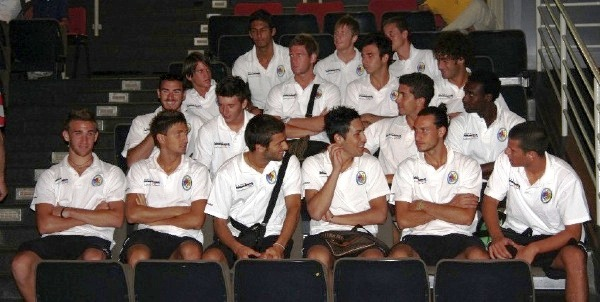
Equipo del ASD Santarcangelo en la presentación de la temporada 2009/10.

## Palmarés

### Torneos interregionales
- Serie D (1): 2010-11 (Grupo F)

### Torneos regionales
- Eccellenza Emilia-Romagna (1): 1995-96 (Grupo B)
- Promozione Emilia-Romagna (2): 1979-80 (Grupo A), 1981-82 (Grupo A)
- Prima Categoria Emilia-Romagna (1): 2023-24 (Grupo H)

### Torneos provinciales
- Seconda Categoria Rimini (1): 2022-23 (Grupo H)
- Terza Categoria Forlì-Cesena (1): 2021-22 (Grupo B)